# Gustavo Delgado
Gustavo Delgado (Bari, 1º febbraio 1932) è un giornalista, telecronista sportivo e conduttore televisivo italiano.

## Biografia
Iniziò la sua carriera negli anni '50 inizialmente come collaboratore del giornalista Mario Gismondi per il Corriere dello Sport, per poi divenire corrispondente de Il Messaggero. Il 17 settembre 1959 un suo articolo per la tragedia avvenuta successiva al crollo di via Canosa 7 a Barletta fu pubblicato sulla prima pagina de Il Messaggero.
Successivamente entrò in Rai nel 1959 inizialmente come collaboratore, poco dopo l'inaugurazione della sede di Bari, e in pianta stabile dal 1964 al 1987, lavorando da cronista e seguendo la politica raccontando tutti i viaggi di Aldo Moro in Puglia e come inviato di guerra con reportage delle guerre in Siria e Libia. Nel frattempo si iscrisse alla categoria dei professionisti dal 15 dicembre 1966, diventando in seguito decano dei giornalisti pugliesi.
Negli anni '70 e '80 fu radiocronista calcistico per la trasmissione Tutto il calcio minuto per minuto dalla sede Rai in Puglia. Dal 1979 condusse il TGR della Puglia, mentre nel 1980 fu inviato dalla Rai alle Olimpiadi di Mosca.
Per La Domenica Sportiva curò i servizi delle seguenti discipline: Jūdō, Sollevamento Pesi, Lotta greco-romana e Lotta libera.
Nel 1981 e 1982 divenne corrispondente dal Libano e successivamente dalla Giordania. Fu inviato Rai per i mondiali di calcio in Spagna e le Olimpiadi di Los Angeles nel 1984.
Nel 1987 passò alla televisione privata con il gruppo Telenorba dove fu vicedirettore per altri ventitré anni. Nel 1991 fu il primo giornalista italiano autorizzato a poter accedere a Baghdad come inviato di punta di Telenorba assieme a un gruppo di pacifisti, tuttavia il progetto non fu mai portato a buon fine. Per l'emittente Telenorba condusse la trasmissione Articolo 21 diritto di parola.
Come critico d'arte presentò e curò la direzione artistica di diverse mostre.